# Stealth-teknologi
Stealth-teknologi dækker et bredt spektrum af teknikker, der bruges til at gøre fly, skibe og missiler mindre synlige på radar, infrarød teknologi eller andre teknologier, der er beregnet på at se dem.
Konceptet er ikke nyt. Det, at være i stand til at operere uden at fjenden ved det, har altid været et centralt mål i udviklingen af militære teknologier og operationsmåder. Da radaren og infrarød billeddannelse vandt indpas i krigsførelsen, begyndte man derfor at udvikle teknikker, der skulle mindske synligheden på sådanne systemer.
Et fartøj med stealth-teknologi vil typisk være designet fra bunden til at have en så lille signatur som muligt på radar og infrarøde overvågningssystemer.

## Stealth-teknologi på kampfly
Teknikken er, at flyet får runde og glatte kanter, der kan reflektere radarbølger væk fra flyet, uden at de bliver kastet tilbage. Derefter bruger man en speciel belægning, der gør, at radarbølger optages af belægningen. Dette gør, at endnu færre stråler kastes tilbage. Til sidst males farver på flyet, normalt sort da de oftest flyver om natten. 
Hvis flyet skal bruges i kamp, fx F-22 og F-35, er der også afkøling bag på efterbrænderen, hvilket gør, at varmesøgende missiler ikke kan låses fast på flyet.